# Dasylophia goraxa
Dasylophia goraxa är en fjärilsart som beskrevs av William Schaus 1921. Dasylophia goraxa ingår i släktet Dasylophia och familjen tandspinnare. Inga underarter finns listade i Catalogue of Life.